# Nothrus gracilis
Nothrus gracilis är en kvalsterart som beskrevs av Hammer 1961. Nothrus gracilis ingår i släktet Nothrus och familjen Nothridae. Inga underarter finns listade i Catalogue of Life.